# 金華山軌道
金華山軌道（きんかざんきどう）は、かつて宮城県にあった軽便鉄道。国鉄石巻線の女川延長に伴って廃止となった。
1915年（大正4年）7月10日、石巻湊 - 渡波駅間に牡鹿軌道なる馬車鉄道が開業した。しかしこの営業成績が酷かったため、1924年（大正13年）7月29日に新設会社の金華山軌道へ引き継いだ。
金華山軌道が渡波駅止まりであった時代は、渡波から渡船で万石浦を直線的に縦断して浦宿に至り、浦宿から女川の間は馬車で連絡するのが一般的だった。
牡鹿軌道の経営不振は自動車の発達が要因であったため、金華山軌道となってからはガソリン機関車の導入と牡鹿軌道時代に計画された女川への延伸を決行する。1926年（大正15年）に実現し、石巻湊 - 女川間13.9kmの路線となった。
その後、石巻線石巻 - 女川間が延伸されることになったため、金華山軌道は1939年（昭和14年）に補償を受けて休止となり、翌年廃止となった。

## 路線データ
- 路線距離：石巻湊 - 女川間13.9km
- 軌間：762mm

## 運行概要
1930年（昭和5年）10月1日改正時
- 旅客列車運行本数：石巻湊 - 渡波間3往復、石巻湊 - 女川間6往復
- 所要時間：全線約1時間
  - 自動車は石巻 - 女川間を80銭（軌道は45銭）45分で1時間おきに運転していた。（昭和9年12月号汽車時間表）また石巻線になってからは石巻駅 - 女川駅間を最短32分で結んだ（昭和15年11月号時刻表）『時刻表復刻版戦前・戦中編』より

## 車両
牡鹿軌道（馬車鉄道）時代は客車4両（総定員60人）であった。金華山軌道になり機関車4両、客車8両（総定員204人）貨車15両（有蓋車5、無蓋車10）機関車はアメリカのプリムス社製1両とドイツコッペル社製3両を使用した。1930年12月に低速のため使用に耐えられずコッペル機2両の廃止を届出ている。ただし統計上はそれ以降も4両のままとなっている。

## 沿革

### 牡鹿軌道（馬車鉄道）
1910年（明治43年）10月に渡波町（石巻市）の久本保ら8名による人力車軌道敷設願が宮城県に進達された。この敷設願によると会社名は牡鹿人車軌道株式会社とし、資本金は1万5千円。石巻町湊田町から渡波町までの道路上に軌道を敷設し、人力による旅客及び貨物の運搬を8人乗り客車6両と貨車10両を使用し1日12往復する計画であった。1912年（大正元年）12月16日に特許状が下付され、工事が始められたが1913年（大正2年）8月には大海嘯の影響により工事が遅れたり、1914年（大正3年）10月に人車から馬車への動力変更願いを提出するなど変更があった。またこのころに社名を牡鹿軌道に変更した。ようやく工事が完成し1915年（大正4年）6月に運輸開始願いを提出したが検査で不備を指摘され、7月10日 になって石巻町湊 - 渡波町大字根岸字浜曽根間（2.14哩）の運輸が開始された。なお湊本町より南町間の110間は里道拡張工事に手間取り、開業が延期（大正10年5月31日開業許可）された。また9月17日から牡鹿軌道湊停留所と仙北軽便鉄道石巻駅間に連絡馬車の運行を開始した。
開業当初は盛況で客車はいつも満員だったという。その後1919年（大正8年）10月には動力を馬力から「自動機関車」 にする動力変更願いを提出している。大正11年下期には乗客収入数はピークになったが、1923年（大正12年）になると今まで湊停留所-石巻駅間の乗合馬車を運転していた業者が自動車により石巻 - 渡波間の営業をはじめ連絡運転をやめてしまった。やむなく自社で連絡用の乗合自動車を調達したが、他にも個人で乗合自動車業を始める者があらわれ馬車鉄道の旅客数は減少を止められなかった。大正13年上期の乗客数はピーク時の半分に落ち込んだ。この年は自動車購入費に加え、枕木の大量交換などで保守費の増加など収支は悪化していた。ついに1924年（大正13年）5月5日の臨時株主総会において金華山軌道との合併が承認され、牡鹿軌道は解散することが決まった。

### 金華山軌道
金華山軌道は1920年（大正9年）1月に渡波町から女川村までの軌道敷設願いを提出した。発起人の中には牡鹿軌道社長の柴山英三 をはじめ牡鹿軌道関係者の名が見られ、かつ会社設立事務所を牡鹿軌道の本社においたように牡鹿軌道と結びつきの強いものであった。1922年（大正11年）1月12日になり特許状が下付された。当初動力は馬力とガソリン機関車の併用を予定していたが、県から併用は危険であり、また不経済であると指摘されたため翌年にガソリン機関車に変更した。その間牡鹿軌道の収支は急激に悪化したため1924年（大正13年）5月6日には牡鹿軌道社長柴山と金華山軌道社長玉井庸四郎の間で合併仮契約が結ばれ、石巻-渡波間の軌道特許を引き継ぐ形で金華山軌道は再出発することになった。社長には柴山英三が就任した。他の経営陣も牡鹿軌道の関係者であった。工事は合併直後から始められ 1926年（大正15年）3月末に竣工したが検査で不備を指摘されたため開業は7月に延期された。機関車による運転のため輸送力や速度も上がり、旅客数は大幅に伸びた。また軌道の補助としてはじめられた自動車 は年々取扱量を増やしていった。
ただいかんせん道路に敷設された小軌道ゆえ輸送力に限度があり、また国鉄石巻駅との連絡も不便であるため、水産物などの貨物量も期待したほどではなかった。こうした状況に沿線町村では国鉄石巻線の女川延長の運動が起こっていた。その運動が実り、1936年（昭和11年）2月に起工されることになった。そして1939年（昭和14年）10月7日に女川駅まで開通すると客を奪われた金華山軌道は運転を休止した。ただ国鉄の開業が原因のため補償を受けられることになった 。その後の金華山軌道は乗合自動車業に転じることになり、金華山自動車株式会社に社名を変更した。しかし国のバス事業統廃合の指導により1945年（昭和20年）仙北鉄道株式会社に買収された。買収時点で所有車両7台、年間収入は12万円だった。

### 年表
- 1912年（大正元年）12月16日 牡鹿軌道会社設立
- 1915年（大正4年）7月10日[7] 牡鹿軌道により石巻湊 - （旧）渡波間が馬車鉄道として開業
- 1922年（大正11年）
  - 1月12日[8] 金華山軌道に対し軌道特許状下付（牡鹿郡渡ノ波町 - 同郡女川村間 動力馬力）[9]
  - 8月27日 金華山軌道会社設立[10]
- 1924年（大正13年）7月29日[7] 金華山軌道が牡鹿軌道を合併[11]
- 1926年（大正15年）7月15日[7] 渡波 - 女川間開業し全通、動力を馬力から内燃に変更
- 1939年（昭和14年）10月29日[12] 全線休止
- 1940年（昭和15年）5月2日 全線廃止[13]、バス専業となり、金華山自動車に社名変更する[14]
- 1945年（昭和20年）6月4日 仙北鉄道に吸収合併されて、会社解散

## 輸送・収支実績
| 年度             | 人員（人） | 貨物数量（噸） | 営業収入（円） | 営業費（円） | 営業益金（円） | 雑収入（円）                | 雑支出（円）      | 支払利子（円） |
| ---------------- | ---------- | -------------- | -------------- | ------------ | -------------- | --------------------------- | ----------------- | -------------- |
| 1915（大正4）年  | 21,293     | 0              | 2,129          | 2,083        | 46             | 利子47                      |                   | 89             |
| 1916（大正5）年  | 65,624     | 0              | 5,487          | 3,947        | 1,540          |                             |                   |                |
| 1917（大正6）年  | 73,989     | 0              | 8,187          | 5,619        | 2,568          |                             |                   |                |
| 1918（大正7）年  | 91,801     | 0              | 11,141         | 7,119        | 4,022          |                             |                   |                |
| 1919（大正8）年  | 102,280    | 0              | 14,738         | 11,752       | 2,986          |                             |                   |                |
| 1920（大正9）年  | 118,557    | 0              | 22,137         | 16,031       | 6,106          |                             |                   |                |
| 1921（大正10）年 | 124,527    | 0              | 24,507         | 17,876       | 6,631          |                             |                   |                |
| 1922（大正11）年 | 151,610    | 0              | 27,546         | 20,589       | 6,957          |                             |                   |                |
| 1923（大正12）年 | 119,611    | 0              | 22,863         | 18,490       | 4,373          | 523                         | 354               | 163            |
| 1924（大正13）年 | 77,052     | 0              | 13,434         | 13,451       | ▲ 17           | 2,673                       | 5,336             | 124            |
| 1925（大正14）年 | 65,970     | 12,404         | 12,501         | 11,453       | 1,048          | 958                         | 1,238             |                |
| 1926（昭和元）年 | 188,746    | 0              | 42,862         | 41,164       | 1,698          |                             | 7539              | 24,187         |
| 1927（昭和2）年  | 231,878    | 5,446          | 70,579         | 50,212       | 20,367         |                             | 償却金7,754、132  | 38,501         |
| 1928（昭和3）年  | 306,461    | 7,091          | 80,098         | 54,025       | 26,073         | 自動車4,194                 |                   | 36,827         |
| 1929（昭和4）年  | 289,000    | 3,329          | 72,670         | 50,708       | 21,962         | 自動車2,899                 |                   | 47,839         |
| 1930（昭和5）年  | 244,302    | 1,986          | 54,373         | 41,710       | 12,663         | 自動車5,695                 |                   | 46,474         |
| 1931（昭和6）年  | 169,668    | 1,463          | 47,115         | 34,451       | 12,664         | 自動車6,928                 |                   | 48,089         |
| 1932（昭和7）年  | 122,036    | 1,205          | 22,175         | 23,152       | ▲ 977          | 自動車7,297                 |                   | 43,688         |
| 1933（昭和8）年  | 99,115     | 1,398          | 19,065         | 15,109       | 3,956          | 自動車14,724                |                   | 39,461         |
| 1934（昭和9）年  | 103,713    | 1,051          | 15,948         | 17,275       | ▲ 1,327        | 自動車19,702                |                   | 37,336         |
| 1935（昭和10）年 | 121,664    | 1,026          | 22,327         | 14,029       | 8,298          | 自動車20,205                |                   | 46,457         |
| 1936（昭和11）年 | 166,401    | 923            | 30,303         | 16,958       | 13,345         | 自動車21,448                |                   | 50,307         |
| 1937（昭和12）年 | 141,566    | 682            | 29,018         | 18,635       | 10,383         | 自動車37,873                | 退職手当積立金129 | 56,889         |
| 1939（昭和14）年 | 137,852    | 464            | 38,408         | 29,621       | 8,787          | 自動車16,266手形減額金5,000 | 退職手当引当金759 | 47,903         |

- 鉄道院鉄道統計資料、鉄道省鉄道統計資料、鉄道統計資料より

## 駅一覧
石巻湊 - 御所浦 - 伊原津 - 大宮町 - 渡波 - （とりたち） - 流留 - 沢田 - 折立 - 安住 - 浦宿 - 女川
- 今尾 (2008) による。「とりたち」は漢字不明。渡波から流留の間に鳥揚（とりあげ）という地名があるが、関係は不明
- 大宮町は女川延長時に渡波から改称されたと推定[7]